# Darwinralle
Die Darwinralle (Laterallus notatus; Syn.: Coturnicops notatus) ist eine Vogelart aus der Familie der Rallen (Rallidae), die in Paraguay und dem südlichen Brasilien bis ins östlich zentrale Argentinien vorkommt. Sie soll auch im südlichen Kolumbien, westlichen Venezuela, Guyana, und nördlichen Bolivien vorkommen. Die Art gilt als monotypisch. Der Bestand wird von der IUCN als nicht gefährdet (Least Concern) eingeschätzt.

## Merkmale
Das Darwinralle erreicht ein Körpergewicht von bis zu 30 g bei einer Körperlänge von etwa 13 bis 14 cm. Es besteht kein Geschlechtsdimorphismus. Die gesamte Oberseite ist schwarzbraun, jede Feder in der Mitte weiß gefleckt und größtenteils olivbraun gesäumt. Die Federkiele sind schlicht braun. Das Kinn ist weiß, der Rest der Unterseite bräunlich schwarz. An der Kehle und der Brust ist sie weiß gestreift und hat unregelmäßige kreuzende weiße Bändern an Bauch und an der Unterseite der Schwanzdecken. Der Schnabel ist dunkel hornfarben, die Beine olivgrün. Jungtiere haben vermutlich weniger Flecken auf der Oberseite, manche sind eher gebändert als gefleckt. An der unteren Kehle und der Brust sind weiße Streifen und Sprenkel statt rundlicher weißer Flecken, Die Unterschwanzdecken sind meist sandig-zimtfarben statt olivbraun mit weißen Bändern.

## Lautäußerungen
Die Laute der Darwinralle sind unaufdringlich und werden leicht von anderen Sumpfgeräuschen überdeckt. Sie gibt den Ruf Koowii-Kack von sich, bei dem die erste Silbe hoch und kurz ist, die zweite lauter und trockener. Außerdem ist ein pfeifendes Kiii als Alarmsignal und ein hohes Kyu in ihrem Lautrepertoire. Obwohl sie tagaktiv ist, hat man bei einem Vogel in Gefangenschaft häufig auch nachts Töne vernommen.

## Fortpflanzung
In Uruguay wurde eine Brut mit drei Jungtieren der Darwinralle in einem Weizenstoppelfeld beobachtet. In Venezuela wurde im August Vögel Brutstimmung registriert, in Brasilien im Dezember. Vermutlich brütet sie auch in der Provinz Córdoba.

## Verhalten und Ernährung
In einem untersuchten Magen einer Darwinralle fand man 80 % kleine Grassamen, 15 % Gliederfüßer und 5 % feiner Kies.

## Verbreitung und Lebensraum

Verbreitungsgebiet (grün) der Darwinralle

Die Darwinralle bevorzugt Grassavanne, dichte Sumpfvegetation, Sümpfe sowie Reis- und Luzernefelder, aber auch Ackerstoppelfelder und feuchte Waldränder. Sie bewegt sich in Höhenlagen vom Tiefland bis 1500 Meter.

## Migration
Die Darwinralle wandert vermutlich zwischen dem nördlichen und südlichen Teil Südamerikas. Dies ist aber mit Vorkommen in Taubaté von April bis August und in Paraguay und Uruguay von April bis Juni sowie mit einem Vogel in Venezuela mit vergrößerten Gonaden im August eher unwahrscheinlich. Eine Beobachtung aus Kolumbien im März 1959 und auf zwei von Schiffen auf See haben zu der Annahme geführt, dass Vögel gelegentlich zufällig große Entfernungen aus ihren Verbreitungsgebieten in den tropischen Savannen Nord- und Ostsüdamerikas zurücklegen. Allerdings gibt es hierzu keine eindeutigen Belege. Möglicherweise ist ein Fund auf den Falklandinseln im April 1921 als ein Nachzügler zu betrachten.

## Etymologie und Forschungsgeschichte
Die Erstbeschreibung des Darwinralle erfolgte 1841 durch John Gould unter dem wissenschaftlichen Namen Zapornia notata. Das Typusexemplar wurde am Río de la Plata an Bord der Beagle geschossen. 1855 führte George Robert Gray die neue Gattung Laterallus ein. Allerdings referenzierte Gray auf Laterallus Bonaparte, 1854). Bonapartes Name muss als Nomen nudum nach den Internationalen Regeln für die Zoologische Nomenklatur betrachtet werden, da Bonaparte weder eine Art für die Gattung nannte, noch eine Beschreibung der Charakteristika des Vogels. Eine weitere Problematik hinsichtlich des Gattungsnamens analysierte James Lee Peters, der Laterallus Priorität über Creciscus Cabanis, 1857 zusprach. Dieser Begriff ist ein Wortgebilde aus lateinisch lateralis, latus ‚an der Seite, Seite‘ und vermutlich dem Französischen Rasle, Râle für die Ralle. Der Artname notatus stammt von lateinisch notatus, notare, nota, noscere ‚gefleckt, markiert, Markierung, markieren, wissen‘ ab. Lange wurde die Art unter der Gattung Coturnicops Gray, GR 1855 geführt, doch 2023 stellten sie Emiliano Agustín Depino, Jorge Luis Pérez-Emán, Elisa Bonaccorso und Juan Ignacio Areta in die Gattung Laterallus. Alfred Laubmann hatte für sein Werk Die Vögel von Paraguay keinen Balg zur Verfügung. In der Literatur sah er nur mit Puerto Bertoni durch Arnaldo de Winkelried Bertoni einen Nachweis für das Land. Ortygops notata duncani Chubb, 1916 wird heute als Synonym zur Nominatform betrachtet. Diese Name wurde Duncan Vavasour McConnell (1908–1969) gewidmet.